# 互助條約

博斯普鲁斯海峡（红色）、达达尼尔海峡（黄色）和馬爾馬拉海等海域，紅、黃區常簡稱為「兩海峡」。綠色為土耳其的現代疆域。

互助條約（Treaty of Hünkâr İskelesi）是俄羅斯帝國和鄂圖曼土耳其帝國在1833年7月8日簽訂的一個防禦同盟條約，又稱洪基爾－斯凱萊西條約（別譯「温加尔－伊斯凯莱西条约」）。起因是埃及總督穆罕默德·阿里帕夏在第一次土埃戰爭（1831-1833年）中大敗宗主國鄂圖曼，攻下原屬鄂圖曼的巴勒斯坦、敘利亞和阿達納，勢如破竹的埃軍更有一口氣攻入伊斯坦堡、全佔小亞細亞的局勢，這逼使鄂圖曼蘇丹馬哈茂德二世向百年世仇俄羅斯求救，讓俄國以威逼埃及和談為代價，簽訂一個大大有利於俄國的「土-俄互助條約」。當時馬哈茂德在走投無路而決定向俄國求援之前，曾對大臣說：「落海者爲了求生，即使是毒蛇也必須緊抱！」。
條約的內容是俄羅斯對土耳其提供積極的軍事援助，以防禦外來勢力的進攻，作為交換，土耳其以秘密條款的方式，允許俄羅斯艦隊在「兩海峽」（伊斯坦堡海峽、達達尼爾海峽）自由通行，並讓黑海成為俄國的內湖。互助條約的簽訂使得俄羅斯在近東地區獲得優勢、土耳其淪為俄的被保護國，成為俄羅斯和英法對立釀成近東問題的導火索。對互助條約憤怒的英、法兩國，後來在積極的運作下使條約於1841年廢棄，改由英法俄奧普土六國聯合簽訂的1841年倫敦海峽公約取代，新條約規定土耳其能夠在和平時期禁止任何的外國軍艦通過「兩海峽」，並確認英法俄奧普五強「集體保障」土耳其領土完整的原則（壓制橫空出世的梟雄阿里），等於是把土耳其納入1815年後「歐洲協調」的體系當中。